# Геркулес (мультфільм, 1997)
«Геркулес» (англ. Hercules) — американський музикальний, фантастично-комедійний повнометражний мультфільм, розроблений Walt Disney Feature Animation для Walt Disney Pictures 1997 року, заснований на міфах про Геракла, сина Зевса та персонажа давньогрецької міфології. Це тридцять п'ятий анімаційний фільм студії Дісней та восьмий анімаційний фільм у період Ренесансу Діснею.

## Сюжет
У бога Зевса народжується син Геркулес, чому раді всі мешканці Олімпа. Негативно до новонародженого поставився лише брат Зевса, Аїд — повелитель загробного світу (тобто царства мертвих). Повернувшись додому, він приймає у себе Мойр, які пророкують йому владу на Олімпі через 18 років, перешкодити чому може лише змужнілий Геркулес. Аїд наказує своїм поплічникам, чортам-метаморфам Болі й Паніку, викрасти немовлята і напоїти його еліксиром, що позбавляє божественного начала, після чого вбити.
Демони успішно виконують першу частину плану, але через їхню помилку Геркулес випиває еліксир не до кінця (залишається лиш одна крапля), тож значна частина сили залишається при ньому. Немовля підбирають бездітні Алкмена та Амфітріон, і, коли демони, прибравши подобу змій, намагаються вкусити Геркулеса, той з легкістю скручує їх і кидає в кущі. Біль і Паніка, ставши собою, вирішують не говорити Аїду про свою невдачу і повертаються в Потойбічний світ.
Ставши підлітком, Геркулес починає страждати через свою нелюдську силу, бо люди його просто бояться і намагаються уникати. Коли він через помилку руйнує цілий ринок, названі батьки розповідають йому, що він не їхній син, і віддають медальйон, який був на його шиї в ту ніч. Геркулес вирушає до храму Зевса, щоб дізнатися правду про своє народження. Коли він приходить у храм, статуя Зевса оживає, що жахає Геркулеса, але Зевс заспокоює хлопця, сказавши йому, що він його син. Зевс пояснює йому, що той не може повернутися на Олімп, не ставши богом знову, для чого потрібно здійснити подвиг.
Владика Олімпу дарує синові крилатого коня Пегаса і дає вказівку вирушати до сатира Філоктета. Як виявилося, Філоктет, який представився як Філ, вже багато років нікого не тренує, бо розчарувався у своїх учнях, кожен з яких безглуздо загинув (як приклади наводяться Одіссей, Персей, Тесей і Ахіллес); Філ мріє про учня, портрет якого був би викладений богами із зірок. Коли Геркулес говорить Філу, що він син Зевса, той лише бере юнака на сміх. Але Зевс, вдаривши сатира блискавкою, переконує того взяти Геркулеса на навчання.
Через декілька років Геркулес разом із Філом вирушає на пошуки пригод, і насамперед рятує від кентавра дівчину на ім'я Мегара (надалі її звуть Мег). Вона ставиться до свого спасителя доволі скептично, а Геркулес у неї закохується. Філ же сприймає нову знайому з підозрою. Далі з'ясовується, що Мег — спільниця Аїда: той колись викупив її душу. Дізнавшись, хто прийшов на допомогу його рабині, Аїд лютує і спочатку зганяє гнів на Болі й Паніці, але потім придумує план усунення потенційного ворога.
Тим часом Геркулес, Філ і Пегас прибувають до Фів, жителі яких страждають від усіляких напастей, але пропозицію Геркулеса зробити для них якийсь подвиг сприймають негативно. Раптово з'являється Мег і каже, що двоє дітей (насправді Біль і Паніка, але в іншому образі) потрапили під скелю, що обвалилася. Геркулес з радістю звільняє «дітей», перемістивши валун і тим самим випустивши Лернейську гідру.
Спроби вбити монстра даремні, бо на місці відрубаної голови виростають три нові. Зрештою, Геркулес влаштовує каменепад, і гідра гине, розчавлена кругляками. Згодом Геркулес домагається величезної популярності серед співвітчизників, перемагаючи одного ворога за іншим, але, звернувшись до батька щодо повернення на Олімп, дізнається, що не вчинив ще подвигу, достатнього для становлення богом. Що це має бути за подвиг, Зевс замовчує.
Через те, що спроби нацькувати на Геркулеса всіляких монстрів були безуспішними, Аїд доручає Мег вивідати у закоханого в неї героя його ахіллесову п'яту. Мег кличе Геркулеса на побачення, де всіляко намагається змусити проговоритися, але той сам не відає своїх слабкостей. При цьому вона розуміє його почуття, і під час подальшої розмови Аїд усвідомлює, що слабкістю Геркулеса є саме Мег.
Філ випадково підслуховує розмову зловмисників і намагається попередити учня, але він чути не бажає і в секундному пориві люті сильно вдаряє сатира, через що той ображається та йде. У цей час Біль і Паніка заманюють Пегаса в пастку, а Аїд, з'явившись перед Геркулесом, шантажує його, обіцяючи вбити Мег. В обмін на її життя та безпеку Аїд просить силу Геркулеса рівно на добу, і останній погоджується.
Забравши силу героя і звільнивши Мег, Аїд розповідає хлопцеві, що Мег працювала на нього. У той же день відбувається парад планет, і таким чином, план Аїда втілюється. Він звільняє титанів, багато років тому полонених небожителями, і з їхньою допомогою захоплює Олімп, одночасно відправивши у Фіви циклопа (союзника титанів), щоб він убив Геркулеса, поки той слабкий. Циклоп сіє руйнування, але Геркулесу вдається засліпити монстра смолоскипом і зіштовхнути з обриву.
Падаючи, циклоп спричиняє невеликий землетрус, і на Геркулеса падає колона. Але Мег відштовхує його в бік, приймаючи удар на себе. До Геркулеса повертається його сила, оскільки за умовами, встановленими Аїдом, Мег мала бути неушкодженою. Осідлавши Пегаса, Геркулес перемагає титанів, звільняє мешканців Олімпу і проганяє Аїда, але Мег до цього моменту вмирає. Тоді Геркулес вирушає у Потойбічний світ, щоб звільнити кохану, але для цього мусить пірнути в Стікс і витягнути з нього її душу. Вода річки поступово старить його, і мойри вже готові перерізати нитку його долі, але вона раптом починає сяяти. Геркулес став богом, пожертвувавши собою заради іншої людини. Виринувши зі Стіксу, він зіштовхує туди Аїда. Біль і Паніка вирішують нічого не робити й відпочити від запального господаря.
Геркулес, Мег, Філ і Пегас потрапляють до воріт Олімпу, і боги з радістю приймають юнака. Але він вирішує залишитися на Землі, бо тепер вже не зможе жити без Мег. Зевс схвалює рішення сина і знову робить його людиною, і останній разом із Мег повертається до своїх названих батьків. На Олімпі влаштовують свято, під час якого здійснюється давня мрія Філа: на небосхилі з'явився зоряний портрет Геркулеса.

## Український дубляж
- Олександр Пономаренко — Геркулес
- Ернест Дерябін — Юний Геркулес
- Ольга Цибульська — Меґ
- Констянтин Таран (Лінартович) — Аїд
- Богдан Бенюк — Філоктет (Філ)
- Назар Задніпровський — Біль
- Дмитро Вітер (Лінартович) — Паніка
- Василь Мазур — Зевс
- Людмила Ардельян — Гера
- Володимир Жогло — Амфітріон
- Юрій Борисьонок — Оповідач
- Музи: Ольга Нека, Валентина Лонська, Катіко Пурцеладзе, Наталя Гордієнко, Олена Дегтярьова

Фільм дубльовано студією «Le Doyen» на замовлення компанії «Disney Character Voices International» у 2014 році.
- Режисер дубляжу — Констянтин Лінартович
- Перекладач тексту та пісень — Роман Дяченко
- Музичний керівник — Тетяна Піроженко
- Звукорежисер — Марія Нестеренко
- Диктор — Андрій Мостренко

## Факти
- Гідра, з якою бився Геркулес, створена за допомогою 3D-графіки.
- Шкіра, у якій позував Геркулес, належала Шраму з мультфільму «Король Лев».
- У сцені, де Геркулес позує в шкурі Шрама, Філ розфарбований під іншого персонажа мультфільму «Король Лев» — Рафікі.

## Саундтрек
1. «Long Ago…» — Charlton Heston
2. The Gospel Truth/Main Title — Lillias White, LaChanze, Roz Ryan, Cheryl Freeman, and Vanéese Y. Thomas
3. The Gospel Truth II — Roz Ryan
4. The Gospel Truth III — Lillias White, LaChanze, Roz Ryan, Cheryl Freeman, and Vanéese Y. Thomas
5. «Go the Distance» — Roger Bart
6. Oh Mighty Zeus (Score)
7. «Go the Distance (Reprise)» — Roger Bart
8. «One Last Hope» — Danny DeVito
9. «Zero to Hero» — Tawatha Agee, Lillias White, LaChanze, Roz Ryan, Cheryl Freeman, and Vanéese Y. Thomas
10. «I won't Say (I'm in Love)» — Susan Egan, Lillias White, LaChanze, Roz Ryan, Cheryl Freeman, and Vanéese Y. Thomas
11. «A Star Is Born» — Lillias White, LaChanze, Roz Ryan, Cheryl Freeman, and Vanéese Y. Thomas
12. «Go the Distance (Single)» — Michael Bolton
13. The Big Olive (Score)
14. The Prophecy (Score)
15. Destruction of the Agora (Score)
16. Phil's s Island (Score)
17. Rodeo (Score)
18. Speak of the Devil (Score)
19. The Hydra Battle (Score)
20. Meg's Garden (Score)
21. Hercules' Villa (Score)
22. All Time Chump (Score)
23. Cutting the Thread (Score)
24. A True Hero/A Star Is Born (End Title) — Lillias White, LaChanze, Roz Ryan, Cheryl Freeman, and Vanéese Y. Thomas